# جووانی ماریا آنجوللو
جووانی ماریا آنجوللو (به ایتالیایی: Giovanni Maria Angiolello) (زادهٔ پیرامون ۱۴۵۱ میلادی در ویچنزا-مرگ ۱۵۲۵ میلادی) نویسنده، بازرگان و سیاح اهل جمهوری ونیز بود. گزارش‌های او دربارهٔ تاریخ ایران در زمان آق‌قویونلوها و سال‌های آغازین برآمدن صفویه و تاریخ عثمانی در خلال سلطنت محمد دوم و بایزید دوم ارزشمند می‌باشد. اثر او تاریخ ترکی (به لاتین: Historia turchesca) نام دارد.
آنجوللو در ۱۴۶۸ میلادی از ونیز خارج شده‌بود. او در محاصره نگروپونته به عثمانی‌ها و با فرماندهی محمد دوم جنگیده بود و به اسارت درآمده بود و به بردگی کشیده بود. او با عثمانی‌ها در جنگ‌هایشان در بالکان و ایران دیگر نقاط آسیا همراه بود. نخست به خدمت مصطفی چلبی پسر سلطان و فرمانده نیروهایش درمی‌آید و در جنگ با اوزون حسن سپاه او را همراهی می‌کند. پس از مرگ مصطفی چلبی در ۱۴۷۴، آنجوللو دفتردار سلطان محمد می‌شود و پس از مرگ سلطان محمد هم به خدمت بایزید دوم درمی‌آید. از زندگی او در سال‌های پس از ۱۴۸۳ اطلاع دقیقی در دست نیست. او به ونیز بازگشته و ازدواج می‌کند و به خدمت دولت درمی‌آید. او احتمالاً دو مأموریت شاید برای جمهوری ونیز یا به عنوان تاجر در حدود سال ۱۴۸۲ (پس از مرگ سلطان محمد) و سپس بین سال‌های ۱۴۹۹ تا ۱۵۱۵ در ایران داشته است.
آنجوللو، اقامت خود را در شهرهای ملطیه، تبریز، بادکوبه، دربند و کاشان ایران دوره صفویه را بین سال‌های ۱۵۰۷ تا ۱۵۱۰ ذکر می‌کند.